# Quiebra del Creditanstalt
La quiebra del Creditanstalt, el mayor banco austriaco, en mayo de 1931, supuso la extensión de la crisis económica mundial al centro y este de Europa. El hundimiento del banco desató una reacción en cadena que perjudicó primero a los bancos alemanes en junio y julio, precipitó luego una retirada de fondos de Londres y una devaluación de la libra esterlina en septiembre y finalmente afectó a los Estados Unidos entre septiembre de 1931 y enero de 1932, en donde varios bancos también quebraron.

## Antecedentes
Centro financiero del Imperio austrohúngaro, Viena mantenía una enorme influencia en las finanzas de Europa oriental en el período de entreguerras, tanto por ser la fuente de crédito para la región —situación surgida durante el periodo imperial— como por ser un centro importante de las inversiones occidentales en el sudeste europeo. Como gran parte de las mejores inversiones quedaron en manos de los bancos de las distintas naciones del antiguo territorio imperial, muchas de las realizadas por los bancos austriacos eran muy arriesgadas y tenían un gran peligro de impago. La gran inflación que siguió a la Primera Guerra Mundial, sin embargo, debilitó gravemente a los bancos austriacos al reducir el valor de sus fondos y hacer que las inversiones de estos se financiasen utilizando a menudo el dinero de sus depósitos, dada la falta de dinero propio. Ante la falta de recapitalización posterior, cuando llegó la gran crisis económica a finales de la década de 1920, el Creditanstalt apenas contaba con capital propio; esta escasez de capital hacía que cualquier pequeña pérdida pudiese causar la descapitalización total del banco.
A lo largo de la década, se había seguido un método para afrontar las quiebras de bancos —muy numerosas tras el estallido de la burbuja especulativa bursátil de 1924—: otras entidades habían absorbido a aquellas que se hallaban en apuros. En 1929, el Creditanstalt —el mayor banco austriaco y de la Europa oriental— había absorbido al segundo mayor, el Bodencreditanstalt, que tenía mayores inversiones en industria, aunque él mismo y se encontraba quebrado. La absorción se había realizado prácticamente por imposición gubernamental. La entidad absorbida contaba con ochenta millones de chelines, pero también con una deuda de ciento cuarenta millones, que se descubrió supuestamente más tarde, gracias a la auditoría de un contable británico. El Banco Nacional austriaco, no obstante, puso en marcha en 1929 una compleja red de cuentas en bancos intermediarios para contribuir —posiblemente de manera ilegal— al sostenimiento del Creditanstalt y compensarlo por las deudas heredadas del Bodencreditanstalt. En vez de prestar directamente al Creditanstalt, el Banco Nacional lo hacía de forma indirecta, a través de bancos intermedios. Los directivos del banco privado conocían, a pesar de sus declaraciones posteriores, la mala situación del banco absorbido —que otras entidades bancarias se habían negado a comprar— y desde ese mismo año falsearon sus propias cuentas para mostrar beneficios inexistentes.
Además, la Gran Depresión afectó duramente a la industria, en la que se hallaba gran parte de las inversiones del banco. Las industrias no depositaban su dinero en el banco, sino que utilizaban este como prestamista, de manera que cualquier contratiempo en la industria hacía que se redujese el valor de las propiedades industriales del banco y complicaba la recuperación de los créditos que este le había otorgado. Cuando estalló la crisis del Creditanstalt, la economía austriaca llevaba dieciocho meses en recesión. La crisis convirtió en incobrables numerosos créditos otorgados por la entidad. De los concedidos a los territorios del antiguo imperio, que suponían dos tercios de los préstamos al extranjero realizados, perdió doscientos sesenta millones. De los préstamos nacionales, el 40 % eran incobrables. Ante las dudas sobre la situación real del banco, sus directores decidieron en 1931 llevar a cabo una auditoría, que reveló que tres cuartos del capital se había perdido. El sistema de absorciones que había permitido anteriormente resolver de manera temporal las crisis bancarias resultó inservible esta vez: no existía ya ningún banco lo suficientemente grande como para adquirir el Creditanstalt. El único auxilio posible era el que pudiese provenir del Estado.

## Quiebra y reflotamiento

### Estallido de la crisis e intentos gubernamentales de solución
La crisis se desencadenó por el anuncio del Creditanstalt de enormes pérdidas el 11 de mayo de 1931. Según el anuncio, el banco, cuyos balances equivalían al del 60 % del resto de bancos del país, había perdido en 1930 ciento cuarenta millones de chelines, de un capital total de ciento sesenta y cuatro millones. Las pérdidas se debían a los malos resultados de las inversiones industriales del banco en el este europeo y a las deudas heredadas de la adquisición del otro gran banco austriaco, agravada por la retirada de sus fondos de parte de los inversores norteamericanos y británicos (principales extranjeros). Ante la desaparición de los fondos de la entidad, sus gestores decidieron acudir al Gobierno el 8 de mayo y comunicar su intención de anunciar la bancarrota. Después de intensas negociaciones entre el banco y el Gobierno austriaco durante el fin de semana, el lunes 11 de mayo se presentó un plan de rescate: habría una recapitalización de la entidad gracias a un préstamo conjunto superior a las pérdidas estimadas de ciento cuarenta millones de chelines.
Se consideraba al Creditanstalt tan importante para la economía nacional, que no se debía permitir su bancarrota. El Gobierno aportaría cien millones, treinta pondría el Banco Nacional y otros tantos la familia Rothschild —la principal accionista—. En la práctica, el Estado asumía el grueso de la pérdidas del banco y la crisis apenas afectaba a los accionistas: en vez de devaluarse un 80 % como exigían los resultados del banco, la acción apenas perdía un 25 % de su valor. Las enormes deudas de setecientos millones de chelines que el banco tenía con el Banco Nacional las asumió el Estado, que las dividió en dos: la mitad las pagaría con un crédito nacional, mientras que pospuso el pago de la otra mitad hasta 1946. Las Cortes aprobaron urgentemente una ley que permitía la aportación estatal al banco y la petición de un crédito complementario de ciento cincuenta millones, si este resultaba necesario. El plan no inspiró confianza alguna —justificadamente, ya que las pérdidas reales del banco eran mucho mayores de lo anunciado y llegaban hasta los novecientos millones de chelines— y se desató una retirada masiva de fondos del Creditanstalt. Su cotización en la bolsa austriaca se hundió: entre el lunes 11 y el martes 12 de mayo, las acciones perdieron un tercio de su valor. El pánico se extendió a otras inversiones extranjeras, que se retiraron rápidamente del país.

### Extensión de la crisis: huida de capitales y búsqueda de créditos internacionales
A la retirada de fondos del Creditanstalt le siguió la depreciación de la moneda nacional cuando los ahorradores, que desconfiaban de la situación financiera, se lanzaron a vender sus chelines para comprar divisas que consideraban más seguras. En dos semanas, el Banco Nacional, desbordado por la situación, solicitó en vano al Gobierno el cierre temporal de los bancos. La retirada de fondos del banco quebrado remitió en unos días, pero continuó, al principio debido a los reintegros solicitados principalmente por los depositantes austriacos, a los que luego se unieron los inversores extranjeros. Hasta el 27 de mayo, el Creditanstalt había tenido que entregar cuatrocientos millones de chelines, un quinto de sus depósitos. Por su parte, el Banco Nacional había tenido que hacer frente a una avalancha de pagos de sus bonos, que los inversores enajenaban antes de su vencimiento para recuperar al menos parte del capital. Las reservas de divisas se redujeron en once doceavos.

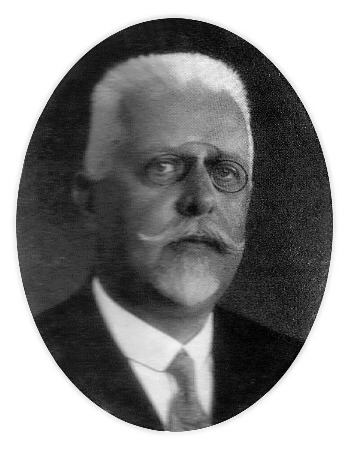
Johann Schober, excanciller austriaco, ministro de Asuntos Exteriores durante gran parte de la crisis y defensor de la unión aduanera con Alemania para resolver los problemas económicos austriacos.

Alemania, que había recibido información del Gobierno austriaco sobre la crisis inminente en abril, ofreció inmediatamente un crédito que resultó ser insuficiente para las necesidades de los austriacos. Tras lograr un crédito de cien millones de chelines de un banco suizo —el Banco de Pagos Internacionales (BPI), al que el Gobierno austriaco acudió después de no obtenerlo del Banco de Inglaterra; los austriacos pidieron ciento cincuenta millones, pero solo obtuvieron cien—, los ataques financieros al Banco Nacional forzaron al Gobierno a solicitar un segundo crédito, que el banco suizo indicó se debía lograr en los mercados internacionales, en los que la influencia francesa fue determinante para frustrar las políticas alemanas. Los franceses, contrarios a la unión aduanera anunciada por austriacos y alemanes, estorbaban la concesión de créditos y los británicos exigían una garantía estatal de las inversiones en el banco quebrado para plantearse otras nuevas. El 28 de mayo, las Cortes austriacas aprobaron de urgencia una nueva ley, con el respaldo de la oposición socialdemócrata: el Gobierno se comprometía a garantizar durante dos años las inversiones en el Creditanstalt, tanto las existentes como las nuevas necesarias para reflotar la entidad, a pesar del enorme coste que esto suponía para el presupuesto nacional. El exiguo crédito del BPI, que llegó demasiado tarde para devolver la confianza a los inversores y ahorradores, obligaba al aval estatal.
El Gobierno decidió solicitar un nuevo crédito internacional de ciento cincuenta millones de chelines, que debía complementar el plan inicial de rescate. Alemania, sin embargo, fue incapaz de aportar la ayuda financiera necesaria y el mercado internacional estaba saturado de deuda austriaca; esta situación llevó al Gobierno a solicitar la ayuda del comité de control cuatripartito, formado por representantes de los países signatarios de los acuerdos de Ginebra de 1922. La comisión internacional de control —creada por los acuerdos de reflotamiento financiero de 1922— permitió al Gobierno emitir nuevos bonos por valor de ciento cincuenta millones de chelines, a pesar de la gran reticencia de Francia. El problema del Gobierno vienés consistía en venderlos: el Banco Nacional carecía de los fondos necesarios para adquirirlos, Alemania tampoco estaba en situación de hacerlo y el Reino Unido se negó a ser el primero en comprarlos. Viena quedaba a merced de París, situación que había deseado evitar, sin éxito.
Por otra parte, las medidas para sostener el banco permitieron a la Heimwehr criticar con dureza al Gobierno y su gestión de la crisis, aprovechando el descontento popular por la situación. La formación exigía una investigación de la gestión del banco, la detención de los culpables de la bancarrota y el embargo de casi todos sus bienes.

### Rescate temporal británico, ineficacia alemana y presión francesa
La quiebra del Creditanstalt en mayo de 1931 puso en duda la capacidad de Austria de pagar sus créditos internacionales y obligó al Gobierno a buscar desesperadamente ayuda financiera internacional. La situación del Banco Nacional era además peor de lo que se apreciaba públicamente, ya que gran parte de sus reservas se hallaban en realidad inmovilizadas en préstamos clandestinos. Esta debilidad del banco austriaco aumentaba la vulnerabilidad de la divisa, ya que no se contaba con los fondos necesarios para defenderla. Tanto Alemania como Francia trataron de aprovechar la situación para controlar Austria.
Las negociaciones entre los representantes austriacos y los de los bancos franceses fueron rápidas, ya que los primeros estaban dispuestos a aceptar cualesquiera condiciones económicas con tal de recibir los ciento cincuenta millones de los bonos antes del 17 de junio, fecha en la que el Banco Nacional austriaco debía anunciar el importe de sus reservas de divisas, muy menguadas —había perdido ciento once millones de chelines—. Se advertía que el anuncio causaría tal pánico que se tendría que proclamar una suspensión de pagos. Por ello, el 12 de junio, las conversaciones técnicas habían concluido con un acuerdo, al que solo faltaba el beneplácito del Consejo de Ministros francés. Francia había dado a entender a los austriacos de forma vaga que no impondría condiciones políticas para aprobar el préstamo, pero sí exigió el aval estatal austriaco a las deudas del banco. El 13 de junio y ante la incertidumbre de lograr el socorro francés, el Banco Nacional aconsejó al Gobierno que se preparase para implantar limitaciones de la disposición de efectivo —la gran cantidad de reintegros estaba empezando a afectar a los bancos menores—, tratase de convencer a los acreedores extranjeros del Creditanstalt de la conveniencia de limitar las retiradas de sus fondos del banco y se esforzase en apurar la conclusión del préstamo francés. Al mismo tiempo, los franceses estaban retirando sus depósitos de los bancos austriacos, para acentuar la crisis y obligar al Gobierno vienés a claudicar y que accediese a las condiciones políticas que el Gobierno francés deseaba imponer.
El 15, en el consejo de ministros, el canciller Otto Ender advirtió que el país corría el riesgo de caer en el caos si no se resolvía la crisis financiera. A comienzos de junio el Banco de Francia se comprometió a prestar la mitad de los ciento cincuenta millones de chelines solicitados por los austriacos, a condición (presentada el 16 de junio de 1931) de que el Gobierno austriaco abandonase sus planes de unión aduanera con Alemania, garantizase las deudas del banco y sometiese la dirección de las finanzas austriacas a la Sociedad de Naciones. El mismo día 16, el Gobierno se comprometió a garantizar todas las inversiones en el Creditanstalt durante dos años a cambio de la suspensión de las retiradas de fondos de los inversores extranjeros durante ese tiempo. Los ciento treinta bancos extranjeros acreedores de Creditaanstalt habían exigido la aprobación del aval, amenazando con retirar sus fondos (un 37 % de los del banco austriaco) si el Gobierno no transigía. El aval gubernamental era enorme: las inversiones garantizadas se calculaban en unos quinientos millones de chelines. El embajador francés presentó el ultimátum al gabinete austriaco y exigió una respuesta para la misma tarde, para poder tener tiempo para ordenar la transferencia de los fondos necesarios y que estos estuviesen disponibles el día 17, cuando el Banco Nacional austriaco debía realizar el anuncio del montante de sus reservas. El Gobierno austriaco rechazó las condiciones —secretas, pero que el Ejecutivo francés podía anunciar públicamente cuando lo considerase oportuno— y dimitió. Ender trató de formar un nuevo Gobierno, pero únicamente si se le otorgaban amplios poderes que le permitiesen legislar por decreto para poder afrontar la crisis económica, condición que no fue aceptada. A continuación fracasó el intento de Seipel de formar un gabinete de unidad nacional que hubiese incluido a los socialistas; estos, a pesar de ofrecérseles casi la mitad de los ministerios, se negaron a participar en un Gobierno que tendría que aprobar duras medidas, aunque se mostraron dispuestos a respaldarlas desde la oposición. Para encabezar un gabinete en minoría con poderes dictatoriales Seipel no obtuvo suficiente respaldo en su propio partido y tuvo que abandonar el intento de formar gobierno. Cuatro días más tarde se formó un nuevo Consejo de Ministros —prácticamente igual al de Ender, incluido el dimitido Franz Winkler de la Landbund en Interior y Schober en Asuntos Exteriores— encabezado por el gobernador de la Baja Austria, el socialcristiano Karl Buresch, que el 27 aprobó extender el aval a todas las deudas del Creditanstalt: con un presupuesto de mil ochocientos millones de chelines, el Gobierno estaba avalando dos mil doscientos en compromisos del banco privado. El aval, sin embargo, no detuvo la retirada de fondos del banco ni atrajo nuevos préstamos, como esperaban las autoridades austriacas.
Austria se hallaba a punto de declarar una suspensión de pagos de la deuda externa el 17 ante la necesidad de publicar sus cuentas cuando el gobernador del Banco de Inglaterra, Montagu Norman, decidió independientemente adelantar el crédito necesario a los austriacos para evitar la moratoria, desconociendo las exigencias que Francia había planteado. La tarde del 16 junio, el Banco de Inglaterra prestó el montante total del crédito que buscaban los austriacos, para concederles más tiempo para la emisión de los bonos del préstamo definitivo. El crédito había de devolverse en una semana y debía servir para lograr el crédito internacional en ese tiempo, a la vez que evitaba el hundimiento financiero austriaco. Los británicos —unos de los principales prestamistas del país— temían la suspensión de pagos austriaca y que esta se extendiese a los países vecinos, incluida Alemania. El Ministerio de Asuntos Exteriores británico, sin embargo, no vio con buenos ojos la actuación del Banco de Inglaterra, que podía causar el disgusto de los franceses. Norman, en efecto, se oponía a la imposición de condiciones políticas a Austria a cambio de nuevos préstamos, una de las razones por las que había otorgado el crédito de urgencia.

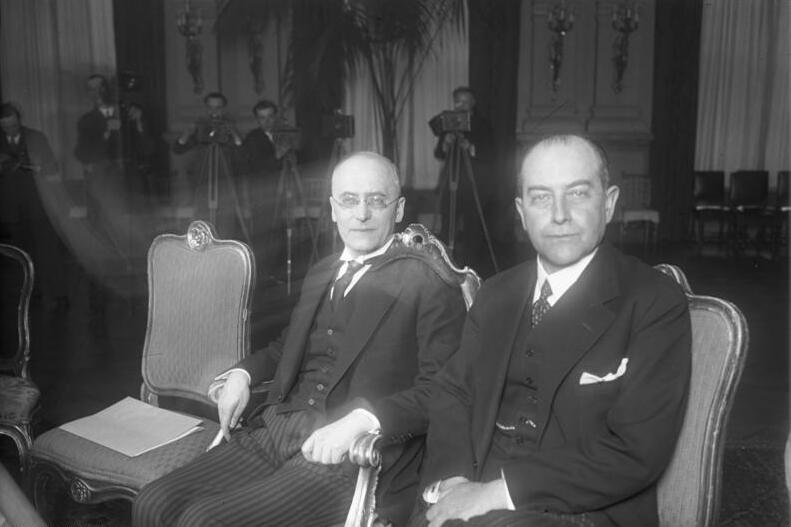
El canciller alemán Brüning (izquierda), junto con el ministro de Asuntos Exteriores Curtius, principal defensor de la unión aduanera con Austria que la crisis financiera frustró.

La importancia del banco, el primero de Austria, sus grandes inversiones en Europa oriental y la presencia de inversores extranjeros, hicieron que el pánico por la situación financiera se extendiese pronto por Europa central y oriental. A finales de junio, la retirada de fondos de bancos alemanes hizo que el presidente norteamericano Hoover propusiera una moratoria en el pago de indemnizaciones de guerra para aliviar la situación en Alemania, a cambio del abandono del plan de unión aduanera, sugerencia que fue rechazada. La retirada de fondos de los bancos alemanes, que estaba reduciendo rápidamente las reservas de oro y de divisas del Reichsbank, y el riesgo de bancarrota del sistema financiero alemán amenazaban seriamente la economía norteamericana ya que el 41 % de las deudas alemanas se hallaban en manos de los estadounidenses. Esta situación había motivado la propuesta del presidente estadounidense. La debilidad del Gobierno alemán, el crecimiento del extremismo de derecha y el miedo a mostrar debilidad ante la Reichswehr y el presidente Hindenburg, del que dependía, causaron el rechazo del Ejecutivo alemán a la oferta estadounidense.

### Agudización de la crisis y claudicación austriaca
Mientras, los británicos seguían sosteniendo a los austriacos mediante la renovación semanal del crédito de urgencia concedido el 16 de junio. Esto no resolvía, en todo caso, el problema financiero austriaco, que no podía contar con que los fondos necesarios llegasen de Alemania. El establecimiento de controles de cambio de divisas tanto en el Reich como en Hungría impedía además la repatriación de las inversiones austriacas. El 16 de julio, el canciller austriaco anunció a Francia y Alemania —a esta más tarde, el 28 del mes— su intención de solicitar un crédito a la Sociedad de Naciones, que se hizo público el 11 de agosto, lo que equivalía a abandonar la unión aduanera. Para entonces los británicos, cansados de renovar semanalmente su crédito de emergencia, indicaron a los austriacos la necesidad de que obtuviesen el préstamo internacional, incluso a cambio de ceder a las presiones francesas. Entre comienzos de mayo y finales de julio, el Banco Nacional austriaco había perdido el 34 % de sus reservas de divisas y oro, incluso con la aportación de los créditos suizo y británico.
La situación económica y social austriaca era muy grave: en los seis primeros meses del año, las importaciones se habían reducido en un 20 % respecto del mismo periodo del año anterior y las exportaciones, en un 30 %. Las importaciones de materias primas habían menguado en un 40 %. El desempleo había crecido un 28 % desde 1930 y el déficit presupuestario no dejaba de crecer: a finales de junio había alcanzado los doscientos quince millones de chelines —los cálculos gubernamentales habían previsto únicamente ciento treinta y seis para todo el año—.
Aunque Norman había asegurado a Curtius que el Banco de Inglaterra podía mantener el crédito de urgencia durante meses, la debilidad del banco era manifiesta y estaba perdiendo rápidamente sus reservas de oro. El 2 de agosto, tuvo que plantearse retirar algunos de sus créditos de Austria y Hungría y el 8 de agosto comunicó al Ejecutivo austriaco que no renovaría más el préstamo semanal. Esto precipitó el anuncio oficial de la petición de crédito a la Sociedad de Naciones, necesario para devolver los préstamos británico y suizo. El 16 de agosto, una delegación de la Sociedad acudió al país para estudiar la situación financiera. Con Alemania atenazada por su propia crisis financiera y el Reino Unido tratando de defender la libra esterlina, solo Francia —que poco antes había concedido un enorme crédito de estabilización a Yugoslavia— podía aportar los fondos necesarios para rescatar a Austria de sus graves apuros financieros. En septiembre Francia obligó a Austria a desistir de su intención de abolir sus aduanas con Alemania a cambio de la ayuda económica que necesitaba. En octubre, Viena impuso controles al cambio de divisas, la única manera de detener su pérdida; para entonces el Banco Nacional había perdido setecientos millones de chelines de sus reservas. Una serie de decretos obligaron a los austriacos a declarar sus divisas y al Banco Nacional a adquirirlas, obligaciones que se rescindieron en abril de 1933. Acatando las directrices de la Sociedad, en octubre el canciller Buresch aprobó varias impopulares medidas para reducir el gasto estatal, con la colaboración de la oposición socialista: se recortó el sueldo de los empleados públicos, se crearon nuevos impuestos y se aumentaron algunos ya existentes. A cambio, los préstamos de urgencia del Banco de Inglaterra y del Banco Internacional se mantuvieron hasta el 16 de enero del año siguiente. Los esfuerzos del canciller por conseguir el definitivo crédito de estabilización, por el contrario, fueron desbaratados por los franceses, aún disgustados por el intento de unión aduanera con Alemania. Convencido de que la presencia de Schober en el gabinete perjudicaba la posición austriaca, Buresch dimitió el 27 de enero de 1932. Schober no permaneció en el nuevo gabinete de Buresch formó dos días más tarde.
El 15 de julio, el nuevo canciller Engelbert Dollfuss logró el ansiado crédito internacional en Lausana. Las mismas naciones que habían otorgado el crédito de estabilización financiera de 1922 (el Reino Unido, Francia, Italia y Checoslovaquia), accedieron a conceder uno nuevo de trescientos millones de chelines. El acuerdo contenía diversas condiciones para Austria: la obligación de seguir pagando los intereses de sus préstamos, el pacto con los acreedores del Creditanstalt, el equilibrio del presupuesto estatal y el de los ferrocarriles nacionales y la aceptación de supervisores extranjeros en las reformas económicas y en el gasto del crédito. A finales de 1932, tras largas negociaciones, los Gobiernos británico y francés habían decidido garantizar un crédito internacional que permitió la devolución del crédito temporal británico. 
Oficialmente la crisis se prolongó durante dos años más: en enero de 1933 los acreedores del banco aceptaron un acuerdo que permitía la supervivencia de la entidad a cambio de asumir grandes pérdidas. De los cuatrocientos veintidós millones que aún reclamaban, aceptaron setenta millones en nuevas acciones preferentes, bonos de un fondo de liquidación de los bienes industriales del banco —valorados en ciento cuarenta millones— y el pago de otros doscientos doce millones a lo largo de entre siete y dieciséis años y medio. Las pérdidas finales se calcularon en mil setenta millones de chelines —y no los ciento cuarenta anunciados veinte meses antes, al comienzo de la crisis— y el Gobierno y el Banco Nacional austriacos asumieron el 70 % de ellas, lo que equivalía al 40 % del presupuesto nacional de 1930. El acuerdo con los acreedores extranjeros en enero de 1933 no acabó con los problemas financieros austriacos. Apenas dos semanas más tarde, otros dos bancos menores solicitaron ayuda al Estado, que puso en marcha otra operación de rescate que le costó otros cien millones de chelines, junto con los cuarenta que aportó el Banco Nacional. El crédito de Lausana aprobado en julio de 1932 llegó tardíamente, en agosto de 1933.

## Consecuencias
La quiebra del banco permitió a Francia evitar la unión audanera que habían acordado el ministro de Asuntos Exteriores austriaco Johann Schober y el Gobierno alemán de Heinrich Brüning. El necesario crédito que había de evitar el hundimiento financiero dependía de Francia y esta no estaba dispuesta a ver reforzado el poderío alemán con una unión que parecía la primera fase de una unión territorial plena. El 3 de septiembre, Schober proclamó oficialmente en Ginebra el abandono del proyecto de unión aduanera.
Asimismo, el pánico por la extensión de la crisis de crédito hizo que se llegase a la cancelación de los pagos por indemnizaciones de guerra, diversas cancelaciones y moratorias en los pagos de deuda externa en la región, la aparición de controles en la exportación de divisas y la creación de diversos planes para aliviar la situación en la zona.
La tardía aceptación del plan del aplazamiento de pagos del presidente Hoover hizo que no sirviese para estabilizar la situación y devolver la confianza a las finanzas, persistiendo la retirada de fondos que, el 3 de julio de 1931, hundió el segundo banco privado alemán, que hubo de ser intervenido. Se declaró una moratoria del sistema bancario que congeló gran cantidad de créditos a corto plazo, lo que desbarató los objetivos del presidente estadounidense y agudizó la crisis en ese país.
En Europa del Este, la crisis financiera austriaca tuvo funestas consecuencias, reduciendo el exiguo crédito con que contaba la región, agudizando la delicada situación económica caracterizada por una gran crisis agrícola y forzando a muchos Gobiernos a implantar controles de exportaciones de divisas que redujeron drásticamente el comercio.
El sostenimiento gubernamental del banco lo convirtió en su principal accionista; por otra parte, la entidad se convirtió en prácticamente el único banco inversor en las empresas austriacas. El reflotamiento del banco concluyó en 1934, pero con un gran coste para el Estado, que tuvo que destinar a ello enormes recursos que no pudo emplear en otras inversiones.